# Nothing Good Happens After 2 A.M.
"Nothing Good Happens After 2 A.M." es el episodio número 18 de la primera temporada de How I Met Your Mother. Se estrenó el 10 de abril de 2006.

## Trama
El Ted del futuro le dice a sus hijos un dicho que su madre solía decir y con el que está de acuerdo: "Nada bueno sucede después de las dos de la madrugada". Luego, cuenta la historia de como Robin lo invitó a su casa después de las dos de la mañana cuando él tendría que irse a acostar en lugar de ir. 
Cuando Robin hace una presentación de su carrera con la clase de Lily, ella se siente amenazada cuando los niños le preguntan sobre su vida romántica. Los sentimientos de Robin de la soledad se amplifican cuando su compañero de trabajo, Sandy Rivers, le dice que deben tener sexo, ya que él sabe y en caso de que Robin no sepa a él de todas formas le gusta tener sexo, expresando interés en tener sexo con ella. Cuando ella regresa a casa, bebe un gran vaso de vino y llama a Ted, quien ha estado esperando una llamada de Victoria. Ted cree que la llamada sería sobre su ruptura, pero Victoria no llama y Ted tiene ansiedad. Cuando la llamada de Robin aparece, él está de acuerdo en ir a su apartamento, pero sus intentos para racionalizar su decisión cambia cuando comienza a conversar con su subconsciente, en el cual aparece Victoria. Cuando Ted le pregunta a Marshall y Lily, los dos tratan de decirle que no vaya, y Lily sin querer lo anima cuando menciona que Robin siente cosas por Ted. 
Cuando llega Ted al apartamento de Robin, Ted miente sobre su ruptura con Victoria y comienzan a besarse. Sin embargo, cuando Ted pide para ir al baño para llamar a Victoria, su subconsciente le dice que piense con cuidado sobre romper con Victoria y luego tener sexo con Robin. Ted está de acuerdo con que le debe a Victoria una llamada de una ruptura real, pero expresa que está cansado de pretender que no está enamorado de Robin y sólo quiere tener sexo con alguien. Justo cuando se convence de que está bien acostarse con Robin, él se da cuenta de que tiene el teléfono de Robin, y que Robin ha respondido su teléfono cuando Victoria llama: Furiosa que Ted le mintió y estaba dispuesto a dormir con ella todavía involucrado con alguien más, Robin le da su teléfono diciendo que la llame de vuelta. 
Mientras tanto, Barney intenta probarle a Lily y Marshall que buenas cosas pueden suceder después de las dos de la madrugada, cuando intentan irse de un bar karaoke. Barney invita al "Elvis Coreano" para que vaya con el grupo a MacLaren's, donde Marshall y Lily pasaron la mayor parte de la tarde tratando de disuadir a Ted de comenzar una relación con Robin. Cuando el Elvis Coreano trata de convencerlos para que se queden, le susurra algo en el oído a Lily, lo que cause que ella le de una patada en su zona pélvica. Después de unos minutos de silencio, Barney proclama que la noche se ha vuelto legendaria al decir, "Hey, chicos, ¿recuerdan la vez que Lily le pegó una patada al Elvis Coreano?".
Mientras Ted va a su apartamento, llama a Victoria y los dos terminan. El Ted del futuro le recuerda a sus hijos que nada bueno sucede después de las dos de la madrugada, y dice que mentirle a Robin fue la cosa más estúpida que haya hecho. Finalmente, Ted llega a su casa y hace lo que debería haber hecho desde el comienzo de la tarde... irse a la cama, aunque es claro que él ni Robin pudieron dormir.

## referencias en otros episodios
En el episodio 15 de la temporada 9 existe la excepción de la regla el nacimiento de Luke como el les dice en mismo episodio.

## Música
- Supergrass - "Alright"
- Robin Hackett - "Hard Left"
- Rachael Yamagata - "Quiet"
- Maureen McGovern - "The Morning After"
- Michelle Featherstone - "God Bless the Child"